# Короев, Давид Григорьевич
Давид Григорьевич Короев (осет. Хъороты Дауыт, 1890 год, село Ерман — 10 декабря 1924 год) — осетинский поэт и драматург.

## Биография
Родился в 1890 году в селе Ерман, Южная Осетия. Из-за материальной нужды его родители переехали в село Алагир к своему родственнику Габо Короеву. В 1904 году окончил Алагирскую начальную школу, после которой поступил в 1908 году во Владикавказское городское училище. В 1909 году окончил бухгалтерские курсы в Тифлисе. Активно участвовал в общественной жизни осетинского народа. Был членом Общества распространения образования и технических знаний среди горцев, Осетинского историко-филологического общества. Был одним из организаторов издательства «Ир».
В 1910 году издал написал одну из самых известных пьес «Æз нæ уыдтæн, гæды уыди» (Не я был, кошка была), которая ставилась на сценах осетинских театров. Эта пьеса была издана отдельной книгой в 1913 году. В 1912 году написал пьесу «Дæсны» (Гадалка).
Написал около сотни стихотворений, которые публиковались в литературных журналах «Æфсир», «Хуры тын», «Чырыстон цард» и газете «Ног цард».
Скончался 10 декабря 1924 года.

## Основные сочинения
- Æз нæ уыдтæн, гæды уыди, Владикавказ, 1913, 190 стр.

посмертные издания
- Дæсны// Ирон литературæ: хрестомати Цæгат Ирыстоны педагогон институтæн, Орджоникидзе, 1955, стр. 341—400
- Ироны сагъæс: пьæсæтæ, радзырдтæ, æмдзæвгæтæ, Орджоникидзе, 1960, 224 стр
- Æмдзæвгæтæ, радзырдтæ, уацтæ/ Хъороты Дауыт, Мах дуг, 1990 № 6, стр. 88 — 100
- Уацмыстæ// Дыккаг æххæстгонд рауагъд, Владикавказ, Ир, 1990, 279 стр.